# Hephthocara
Hephthocara är ett släkte av fiskar. Hephthocara ingår i familjen Bythitidae.
Kladogram enligt Catalogue of Life:
| Hephthocara | \| \| Hephthocara crassiceps \| \| \| \| \| \| Hephthocara simum \| \| \| \| |
|             | \| \| Hephthocara crassiceps \| \| \| \| \| \| Hephthocara simum \| \| \| \| |
|             | Hephthocara crassiceps                                                       |
|             |                                                                              |
|             | Hephthocara simum                                                            |
|             |                                                                              |